# Doddamallenahalli, Hassan
Doddamallenahalli là một làng thuộc tehsil Hassan, huyện Hassan, bang Karnataka, Ấn Độ.